# Howard McKeon

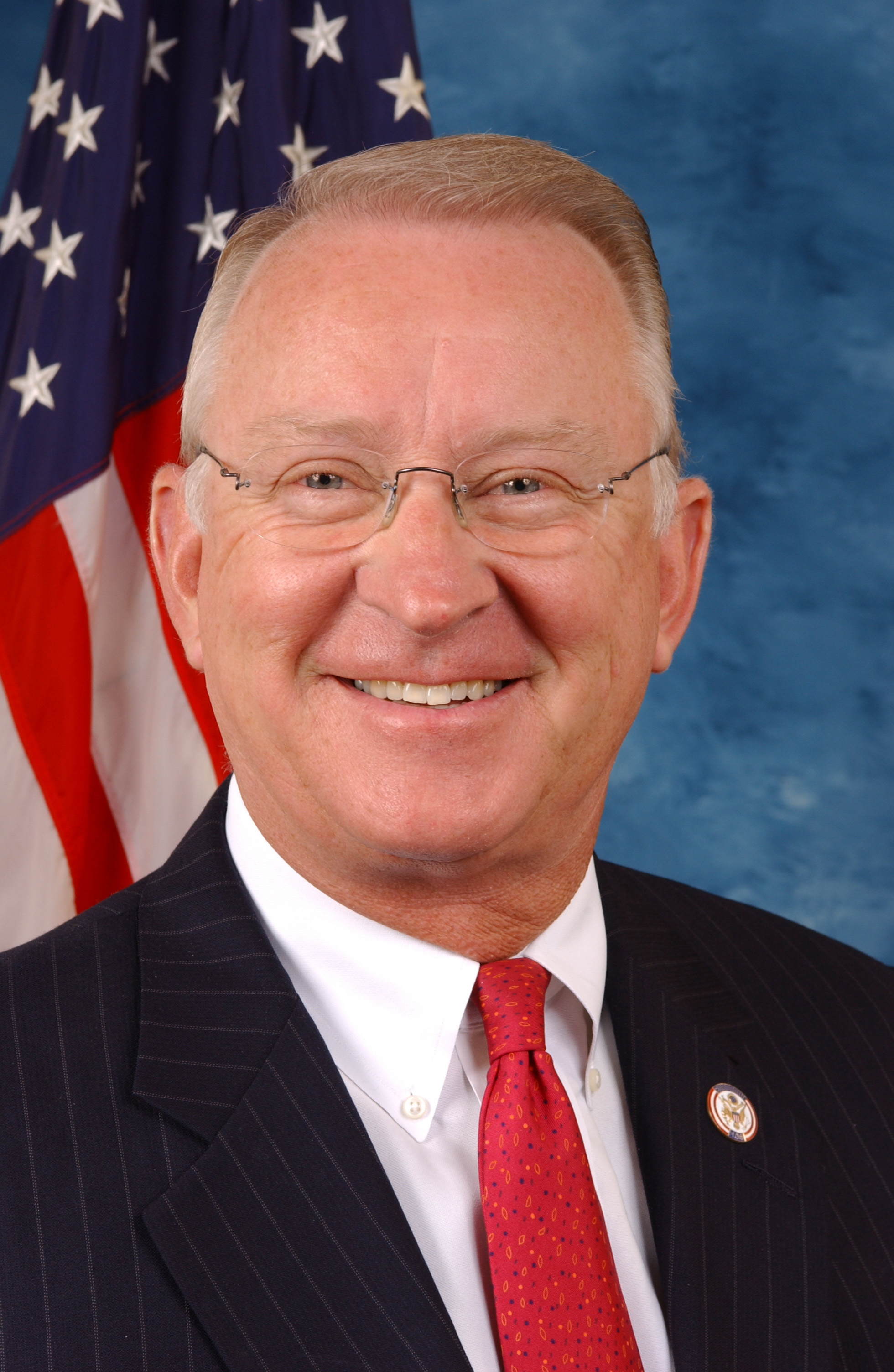
Buck McKeon

Howard Philip "Buck" McKeon, född 9 september 1938 i Tujunga, Los Angeles, Kalifornien, är en amerikansk politiker (republikan). Han har representerat Kaliforniens 25:e distrikt i USA:s representanthus sedan 1993.
McKeon gick i skola i Verdugo Hills High School i stadsdelen Tujunga i Los Angeles. Han avlade sin grundexamen vid Brigham Young University i Provo, Utah. Han gifte sig med Patricia Kunz och paret fick sex barn. McKeon är medlem av Jesu Kristi Kyrka av Sista Dagars Heliga.